# Robert Destain
Robert Destain (* 1. Oktober 1919 in Paris unter dem Namen Pierre Robert Madoulé; † 20. Dezember 2010 in Rodez) war ein französischer Schauspieler.

## Leben
Destain war der Sohn eines Fischers und einer Schneiderin und wuchs unter ärmlichen Umständen auf. Um sich Geld zu verdienen, trug er in den Ferien Zeitungen aus.
1940 absolvierte Destain eine Ausbildung zum Kaufmann und war zunächst während des Krieges als Soldat bei den Französischen Luftstreitkräften tätig. Einen Großteil seines Lohnes hob er sich für den Schauspielunterricht am Pariser Konservatorium auf. Seinen Durchbruch hatte er 1949 in der Rolle eines Sängers in der Komödie Branquignol. Eine seine bekanntesten Rollen war die des Barons in der Filmkomödie Scharfe Kurven für Madame von 1966. In den darauffolgenden beiden Jahren spielte er kleinere Rollen in den Louis-de-Funès-Filmkomödien Balduin, der Ferienschreck und Balduin, der Heiratsmuffel. Mit de Funès arbeitete er 1978 in der Komödie Der Querkopf erneut zusammen. Letztmals wirkte er 1979 in der französischen Komödie La Gueule de l’autre von und mit Jean Poiret an der Seite von Michel Serrault und Curd Jürgens mit.
Destain verstarb im Alter von 91 Jahren im Hotel ibis Rodez Centre und soll anonym auf dem Friedhof Cimetière de Montmartre beerdigt worden sein.

## Filmografie (Auswahl)
- 1949: Branquignol
- 1950: Radio X spielt auf (Nous irons à Paris), alternativ Ja, in Mexiko
- 1950: Bertrand Löwenherz (Bertrand cœur de lion)
- 1954: Das Tollste vom Tollen (Ah! les belles bacchantes)
- 1954: Sieben süße Sünden (J'avais sept filles)
- 1956: Der Modekönig (Le Couturier de ces dames)
- 1956: Der Damenschreck (La terreur des dames)
- 1960: Die Umstandskrämer (Les Tortillards)
- 1961: Der tolle Amerikaner (La belle Américaine)
- 1964: Les Gorilles
- 1966: Scharfe Kurven für Madame (Le grand restaurant)
- 1967: Balduin, der Ferienschreck (Les Grandes vacances)
- 1968: Balduin, der Heiratsmuffel (Le gendarme se marie)
- 1978: Der Querkopf (La zizanie)
- 1979: La Gueule de l’autre